# Nassir Little

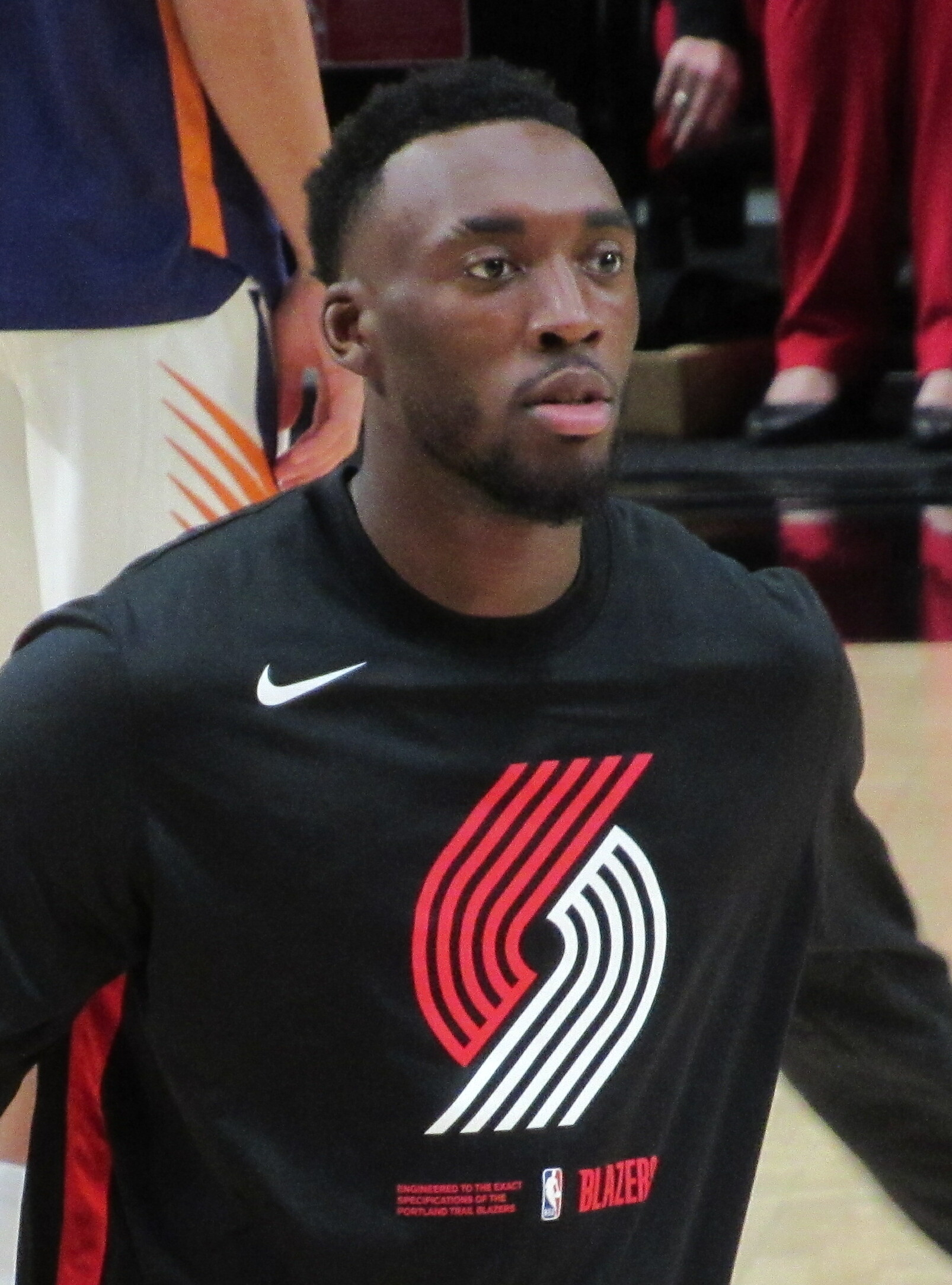
Nassir Little, 2022.

Nassir Shamai Little, född 11 februari 2000 i Pensacola i Florida, är en amerikansk professionell basketspelare (PF/SF) som spelar för Miami Heat i National Basketball Association (NBA). Han har tidigare spelat för Portland Trail Blazers och Phoenix Suns.
Little draftades av Portland Trail Blazers i första rundan i 2019 års draft som 25:e spelare totalt.
Innan han blev proffs studerade Little vid University of North Carolina at Chapel Hill och spelade för deras idrottsförening North Carolina Tar Heels.